# SOGLIA
Društvo velikih loža u savezu (engl. Society of Grand Lodges in Alliance), skraćeno SOGLIA, je međunarodni savez koji okuplja slobodnozidarske velike lože diljem svijeta koje pripadaju tradicionalnom ustroju.

## Povijest
U gradu Arezzu, u Italiji, devet velikih loža iz Italije, Rumunjske, Srbije, Slovenije, Čilea, Meksika i Sjedinjenih Država, predvođenih Velikom ložom Italije univerzalnog masonstva sastali su se 30. siječnja 2010. godine kako bi razgovarali i dogovorili formiranje novog međunarodnog saveza u cilju promicanja prijateljskog odnosa među članovima velikih loža, poticanja razvoj tradicionalnog slobodnog zidarstva diljem svijeta, poticanja istraživanja slobodnog zidarstva i aktivnosti općenito uključujući, ali ne ograničavajući se na, dobrotvorne i filantropske inicijative.
Na sljedećem susretu u talijanskom gradu Catania u lipnju 2010. godine potpisan je "Međunarodni ugovor iz Arezza" čime je osnovana "Društvo velikih loža u savezu".
Organizacija svake godine održava skupove u različitim gradovima diljem svijeta čime se promiče globalna povezanost i bratstvo među velikim ložama. Društvo pruža okvir za suradnju između velikih loža dok svaka od njih zadržava svoju autonomiju u obredima i organizaciji, što dodatno potiče raznolikost i jedinstvo u globalnoj zajednici slobodnih zidara.
U lipnju 2024. godine godišnji skup Društva organiziran je u Baru, Crna Gora.

## Ustroj

### Članstvo
U srpnju 2025. godine ovo društvo ima 54 velikih loža u svom članstvu, od kojih se 27 nalaze u Sjedinjenim Američkin Državama a 12 u Europi, između ostalog:
- Velika nacionalna loža Albanije
- Velika loža Queenslanda
- Velika regularna loža Austrije
- Velika spokojna loža Bahamâ i Kariba
- Velika ujedinjena masonska loža Brazila
- Velika regularna masonska loža Brazila
- Velika nacionalna loža Crne Gore
- Velika nacionalna loža Čilea[b]
- Velika masonska loža Dominikanske Republike
- Velika suverena loža filipinskog arhipelaga
- Velika loža slobodnih zidara
- Velika loža tradicije i duhovnosti Gabona
- Velika nacionalna loža Haitija
- Velika loža Italije[c]
- Velika najuzvišenija loža Italije
- Velika najuzvišenija nacionalna loža
- Velika loža modernih slobodnih i prihvaćenih zidara Konga
- Velika pravedna loža Libanona
- Velika loža Malezije
- Velika regularna jorčka loža Meksika[b]
- Velika regularna višeritualna loža Paragvaja
- Velika regularna masonska loža Paragvaja
- Velika regularna loža "Ujedinjena Europa"
- Velika loža "Alexandru Ioan Cuza"
- Velika tradicionalna loža Rumunjske
- Velika loža "Izak" Arizone
- Velika loža "Kralj Salomon" Arkansasa
- Velika loža "Imhotep" Delawarea
- Velika ujedinjena loža Floride
- Velika ujedinjena loža Georgije
- Velika loža "Maslinska gora" (Illinois)
- Velika loža "Sv. Ivan" (Illinois)
- Velika loža "Kralj Menelik" (Illinois)
- Velika loža "John G. Jones" Države Louisiana
- Velika loža "Izrael" Marylanda
- Velika loža New Yorka
- Velika loža "Kralj Salomon" New Yorka
- Velika loža "Hiram" (New York)
- Velika loža "Henok" (Ohio)
- Velika ujedinjena loža Sjeverne Karoline
- Velika loža "Abraham" Teksasa[b]
- Velika loža "Obadija" Teksasa
- Velika loža "H.B. Turner" Teksasa
- Velika loža "Pitagora" Teksasa
- Velika loža "Gora Tabor" Teksasa
- Velika loža "Sv. Ivan" Teksasa
- Velika loža "Jedidiah" (Teksas)
- Velika loža "Kamen temeljac" (Teksas)
- Velika loža "Hiram kralj Tira" Teksasa
- Velika loža "M.L. Curry" Teksasa
- Velika suverena loža "Benaja" (Virginija)
- Velika ujedinjena loža Virginije
- Velika regularna loža Slovenije[b]
- Velika loža Balkana

#### Bivše članice
Tijekom godina u članstvu bile su i: 
- Velika suverena loža Austrije
- Velika nacionalna masonska loža
- Veliki masonski orijent i Kraljevski luk
- Velika loža slobodnih i prihvaćenih zidara Brazila
- Velika svjetska masonska loža
- Brazilsko nacionalno simboličko masonstvo
- Velika ujedinjena loža Paulista
- Velika škotska loža Francuske
- Velika loža Italije univerzalnog masonstva[b] (ugašena 2013.[a])
- Velika regularna loža Emulacijskog obreda drevnih slobodnih zidara Italije[b]
- Veliki orijent Libanona
- Velika regularna loža Države Guerrero[b]
- Velika rumunjska simbolička loža
- Velika regularna loža Rumunjske[b]
- Tradicionalna velika masonska loža Srbije
- Velika loža Visokog masonskog vijeća Srbije[b] (2010. – 2025.)

### Uprava
Dosadašnji predsjednici Društva su:
1. Pasquale Cerofolini (2010. – 2012.)
2. Weston Jarvis (2012. – 2014.)
3. Adrian Mihai Ionescu-Miu (2014. – 2016.)
4. Guillermo Urquizar Carrasco (2016. – 2018.)
5. Otis Saulsberry  (2018. – 2020.)
6. Calin Cosar (2020. – 2023.)
7. Walid Abou Dehn (2023. – 2024.)[d]
8. Julius Armstrong (od 2024.)